# Hitman 2 (jogo eletrônico de 2018)
Hitman 2 é um jogo eletrônico de furtividade desenvolvido pela IO Interactive e publicado pela Warner Bros. Interactive Entertainment. É o sétimo título principal da série Hitman, o segundo da trilogia World of Assassination, e foi lançado em 13 de novembro de 2018 para Microsoft Windows, PlayStation 4 e Xbox One. A história se passa depois de Hitman e acompanha o assassino profissional Agente 47 enquanto ele viaja pelo mundo à procura do misterioso "Cliente Anônimo" e seus aliados, que estão tentando destruir uma organização secreta chamada Providence. A jogabilidade ocorre principalmente em vários locais abertos que 47 pode explorar livremente, com o jogo apresentando ao jogador diversas oportunidades de assassinato.
O desempenho comercial do predecessor Hitman de 2016 ficou abaixo do esperado, fazendo com que a publicadora Square Enix vendesse a IO Interactive, que se tornou um estúdio independente depois de uma operação de compra. A empresa precisou demitir quase metade de seus funcionários e diminuir a ambição da sequência, cujo desenvolvimento já tinha começado, pela redução de seu fluxo de caixa. A produção de Hitman 2 durou pouco menos de dois anos e ocorreu mais rápido do que o usual porque a estrutura geral já tinha sido criada no título anterior. A IO Interactive continuou dando apoio ao jogo após seu lançamento, incluindo dois novos mapas na forma de conteúdos para download pagos e novos alvos elusivos e contratos gratuitos.
O modelo de lançamento episódico empregado em Hitman foi abandonado em favor de publicar Hitman 2como um jogo completo. Ele foi bem recebido pela crítica especializada ao ser lançado, com os críticos considerando-o um melhoramento em relação a seu predecessor. Seus mapas, projeto de jogo aberto, aprimoramentos de jogabilidade, humor e oportunidades de assassinato foram elogiados, porém sua narrativa principal e o novo modo multijogador tiveram uma recepção mais dividida. Hitman 2 foi capaz de recuperar seus custos de produção, porém suas vendas foram afetadas negativamente por ter estreado durante um período em que outros jogos grandes também estavam sendo lançados. Uma sequência, Hitman 3, estreou em janeiro de 2021.

## Jogabilidade

A jogabilidade de Hitman 2 possibilita que o Agente 47 use diferentes disfarces, como um membro de uma sociedade secreta

Hitman 2 é um jogo eletrônico de furtividade em que os jogadores controlam um assassino geneticamente aprimorado conhecido apenas como Agente 47. A jogabilidade é apresentada a partir de uma perspectiva em terceira pessoa enquanto 47 realiza uma série de assassinatos em alvos espalhados em diversas localidades ao redor do mundo. Os jogadores podem fazer o download de todos os capítulos de Hitman de 2016, caso tenham comprado o jogo ou seus conteúdos para download, incorporando as mudanças de jogabilidade implementadas em Hitman 2, o que permite que o título original seja jogado dentro do motor de jogo aprimorado da sequência. Cada uma das localidades são ambientes abertos que podem ser exploradas livremente, sendo necessário compreender a disposição dos mapas para identificar as melhores oportunidades de infiltração.
A estrutura da jogabilidade e projeto de jogo são muito similares a aqueles de Hitman. Os jogadores usam uma variedade de armas e dispositivos para poderem eliminar seus alvos, com táticas furtivas sendo preferíveis pois 47 é vulnerável em combates. Corpos de alvos ou de personagens não jogáveis eliminados ou incapacitados podem ser escondidos para não serem encontrados. Os jogadores são livres para explorarem cada mapa e escutarem conversas a fim de descobrirem "missões de história", que são sequências roteirizadas que ajudam 47 a identificar a localização e rotina de alvos, além de revelarem oportunidades de infiltrações e assassinatos não-convencionais. Assassinatos também podem ser mascarados como acidentes. Acesso a algumas áreas é restrito, com os jogadores precisando obter um disfarce ao incapacitar personagens não jogáveis ou ao encontrá-los em algum lugar do mapa. 47 também pode entrar no Modo de Instinto, que destaca a localização de alvos, itens úteis, guardas e outras informações importantes.
Assim como em jogos anteriores da série, é esperado que 47 se misture aos ambientes ao seguir e cumprir certas normas e regras sociais. Hitman 2 apresenta diversos pequenos aprimoramentos de qualidade de vida em relação a seu predecessor. A inteligência artificial que controla os personagens não jogáveis é capaz de perseber a presença de 47 por meio de reflexos em espelhos. Um modo picture-in-picture informa os jogadores sobre eventos importantes ocorrendo em outras partes do mapa. Modo de Instinto mostra o ângulo de visão de câmeras de segurança. A maleta de 47 pode ser usada para contrabandear armas para dentro de um local, ele consegue se esconder de inimigos no meio de arbustos e se misturar a multidões. Os jogadores ganham pontos de experiência e níveis de dominação a medida que completam missões e desafios, desbloqueando locais de início para os níveis e itens que podem ser levados para qualquer mapa. Abates furtivos, realização de objetivos, assassinatos acidentais e furtivos e eficiência contribuem para a nota e pontos de experiência ganhos pelos jogadores. As performances dos jogadores são compartilhadas em uma tabela de classificação.
Há outros modos de jogo. Alvos Elusivos são missões de assassinato de tempo limitado que cada jogador tem apenas uma única chance de completar. O modo Contratos permite que os jogadores designem alvos de assassinato, estabeleçam condições para suas mortes e compartilhem os contratos com outros jogadores. No modo Assassino Sniper, os jogadores são encarregados de eliminar alvos a distância com um rifle de precisão dentro de quinze minutos. Assim como na campanha principal, personagens não jogáveis reagem às ações dos jogadores e cada mapa possui diferentes oportunidades de assassinato. Este modo pode ser jogado com um jogador ou com dois, que assumem o controle de Pedra e Cavaleiro, personagens equipados com rifles carregados com projéteis concussivos e perfurantes, respectivamente. O modo Fantasma é multijogador competitivo em que dois jogadores competem entre si para eliminarem alvos. Os jogadores começam no mesmo local, mas sem equipamentos. Os dois jogadores não podem interagir entre si, mas podem enxergar o avatar do outro e são notificados quando o outro realiza certas ações. Eles também podem ter o mesmo alvo e caixas que contém disfarces e armas. O jogador que encontra uma caixa por último pode ficar apenas com dispositivos menos relevantes. Caso um jogador elimine o alvo, o outro jogador terá vinte segundos para eliminar o seu. Eliminar um alvo concede um ponto, com cinco pontos sendo necessários para vencer. Um ponto é perdido se um personagem diferente do alvo é eliminado.

## Sinopse

### Enredo
Após os eventos de Hitman, o Agente 47 e seu contato Diana Burnwood partem em uma missão para encontrar o misterioso "Cliente Anônimo" para a Providence, uma organização secreta que controla a maior parte dos assuntos mundiais. A Agência Internacional de Contratos (ICA), a empregadora de 47 e Diana, formou uma aliança desconfortável com a Providence para impedir o Cliente Anônimo, cujas ações estão criando pânico global, com 47 concordando em ajudar em troca da Providence revelar mais sobre seu próprio passado. Ele começa assassinando Alma Raynard, uma das principais tenentes do Cliente Anônimo, dentro da casa dela na Baía de Hawke, na Nova Zelândia. Ele também elimina magnatas da tecnologia Robert e Sierra Knox em Miami, nos Estados Unidos. Enquanto isso, os líderes da Providence ficaram irritados pelos assassinatos de vários magnatas e empresários associados ao grupo. O Cliente Anônimo é identificado como Lucas Grey, ex-chefe de segurança da Providence que, a partir de seu esconderijo na Europa Central, segue com seus planos junto com a hacktivista Olivia Hall com o objetivo de recrutar 47 para sua missão de destruir a Providence.
47 vai para o vilarejo de Santa Fortuna, na Colômbia, para assassinar três líderes de um cartel de drogas que estavam usando sua rede de contrabando e conexões de negócios para ajudar Grey e sua milícia. Diana relata o sucesso da missão para a Providence enquanto visita o túmulo de seus país em Surrey, na Inglaterra, com flashbacks mostrando que eles morreram em um carro-bomba. Grey e sua equipe atacam a sede da Ether Corporation em Joanesburgo, na África do Sul, matando seu diretor executivo e roubando um item não identificado, com sua milícia usando a situação com reféns para revelar ao mundo a existência da Providence. 47 desmonta a célula oriental da milícia em Mumbai, na Índia, ao identificar e eliminar Wazir Kale, o principal tenente de Grey, e dois associados, que foram responsáveis pela morte de outro empresário da Providence.
Grey é encontrando na Romênia dentro do antigo asilo em que 47 foi criado pelo doutor Ort-Meyer. Grey revela ser um clone geneticamente modificado criado por Ort-Meyer, assim como 47. Este lembra de ter ficado amigo de Grey na infância e que os dois juraram se vingar daqueles responsáveis por terem os transformado em assassinos. Grey conta que Ort-Meyer era um membro da Providence, que é controlada por três membros executivos conhecidos como "Parceiros", com seu segundo em comando sendo alguém chamado "Constant". 47 e Grey tentaram matar os Parceiros anos antes, porém falharam e as memórias de 47 foram apagadas, porém Grey conseguiu escapar antes que o mesmo acontecesse com ele. Grey quer capturar o Constant, que é a única pessoa que sabe da identidade dos Parceiros. Entretanto, sua única pista é que 47 sabe a identidade do primeiro Constant a partir de uma visita a Ort-Meyer décadas atrás. É revelado que o item roubado em Joanesburgo é um antidoto contra a perda de memória de 47. Diana fica inicialmente relutante em trabalhar com Grey, argumentando que a ICA não escolhe lados, mas cede depois de 47 expressar seu desejo em tomar o antidoto.
47 toma o antidoto e se lembra que o primeiro Constant era um espião mestre da KGB conhecido como "Janus". Diana falsifica um relatório implicando Janus como o Cliente Anônimo ao mesmo tempo afirmando que Grey é um subordinado, evitando detecção por parte da ICA ou da Providence e dando a 47 o pretexto para eliminar Janus, que está aposentado em Vermont. 47 mata Janus e descobre evidências que este estava planejando se encontrar com o Constant em um evento de gala da Ark Society, um grupo sobrevivencialista plutocrático fundando por ele durante sua época de Constant. O evento é realizado em uma ilha no Oceano Atlântico, com 47 viajando para lá e eliminando as duas líderes da Ark Society, pois cada uma tinha um gatilho para um chip que despejaria um veneno no corpo do Constant caso ele ficasse comprometido.
O Constant é tomado como refém por 47 e levado para um navio depois da missão a fim de ter o chip removido e ser interrogado sobre as identidades dos Parceiros. Ele revela que os Parceiros são representantes das famílias fundadoras da Providence: Ingram, Carlisle e Stuyvesant. 47 e Grey partem para encontrá-los. Enquanto isso, o Constant provoca Diana, dizendo que ela não sabe tudo sobre 47, com um flashback implicando que um jovem 47 foi o responsável por matar seus pais.

### Expansões
Hall descobre obituários recentes para todos os três Parceiros, fazendo o grupo acreditar que eles fingiram suas mortes e estão planejando continuar suas vidas sob identidades falsas. O Constant, que aparentemente não sabia sobre esse plano de contingência, diz para 47 e Grey seguirem os rastros do dinheiro, o que os leva para um banco em Nova Iorque. 47 se infiltra no banco para recuperar arquivos de dados, também matando uma agente da Providence para impedir que os Parceiros descubram esse roubo.
Os dados revelam que os Parceiros pagaram grandes quantias para a HAVEN, uma empresa sediada nas Maldivas que secretamente cria novas identidades para criminosos ricos. 47 se infiltra no resort da empresa se passando por um cliente e elimina os três donos da HAVEN a fim de impedir que eles reiniciem os servidores em intervalos de dez horas. Hall acessa os arquivos da HAVEN sobre os Parceiros e descobre que as ações que sustentam a Providence não foram colocadas nos novos nomes dos Parceiros, mas sim no Constant sob o nome de Arthur Edwards. Diana descobre que o Constant escapou. Hall consegue as localizações dos Parceiros e 47 e Grey partem à sua procura.

## Desenvolvimento
Hitman 2 foi desenvolvido pelo estúdio dinamarquês IO Interactive. Seu predecessor Hitman de 2016 foi lançado em um formato episódico e foi muito bem recebido pela crítica especializada, porém suas vendas ficaram abaixo das expectativas da Square Enix, a dona da IO e da franquia Hitman. A equipe logo começou o desenvolvimento de uma sequência que incorporaria modos online e mais elementos de jogabilidade, ao mesmo tempo que experimentaria com novas mecânicas. Em maio de 2017, durante a produção de Hitman 2, a Square Enix anunciou que venderia a IO para concentrar seus recursos em outros estúdios. A Square Enix negociou com compradores em potencial, porém a IO conseguiu se tornar um estúdio independente depois de uma operação de compra. A IO na época tinha aproximadamente duzentos funcionários, porém sua diretoria foi obrigada a demitir quarenta por cento de sua força de trabalho devido ao fluxo de caixa limitado. O desenvolvimento de Hitman 2 estava por volta de 25 por cento completo.
A IO foi capaz de manter a propriedade intelectual da franquia após a operação de compra e assim decidiu disponibilizar o primeiro episódio do jogo anterior gratuitamente. O número de jogadores quase triplicou e uma boa parte comprou o jogo completo, o que garantiu uma fonte de renda para o estúdio. A equipe precisou limitar a escala da sequência e cortar muitos dos elementos planejados devido ao seu número de funcionários reduzido. O desenvolvimento de Hitman 2 prosseguiu rápido pela fundação estabelecida previamente em Hitman de 2016, que tinha sido originalmente planejado como uma plataforma chamada de World of Assassination a fim de permitir que a IO adicionasse novos conteúdos rapidamente. O sucesso tardio de Hitman também ajudou o estúdio a demonstrar que existia demanda para esse tipo de título, com a empresa conseguindo obter financiamento adicional para a produção da sequência. A Warner Bros. Interactive Entertainment assinou um contrato para publicar Hitman 2 depois de fazer uma parceria com a IO na Edição Definitiva de Hitman. A produção do jogo terminou em 27 de setembro de 2018, possibilitando que fosse preparado para duplicação e lançamento.
O estúdio originalmente planejou incluir cinco mapas enormes, porém foi decidido incluindo seis, alguns deles menores do que outros. As locações foram escolhidas cedo no desenvolvimento, com cada nível sendo designado a uma equipe específica que ficava responsável por seu projeto, alvos e oportunidades. Há dois tipos de níveis: "fortalezas", que são áreas que os jogadores precisam se infiltrar, e "casas de caracol", mapas circulares em que os jogadores são encorajados a explorar as periferias. A equipe visitou as Maldivas e Mumbai para garantir que os níveis fossem autênticos. Os desenvolvedores afirmaram que seu objetivo não era criar uma versão precisa desses locais, mas sim "evocar os cheiros, gostos e sons desses lugares". Um dos princípios de projeto era garantir que cada mapa tivesse espaços em que os jogadores pudessem se familiarizar ao mesmo tempo que proporcionassem um elemento de surpresa ao mostrar operações que normalmente são realizadas em segredo. Por exemplo, os jogadores podem se disfarçar para entrarem em áreas de um banco que normalmente não é acessível ao público. As equipes precisavam decidir quais itens apareceriam em cada nível. Itens e trajes eram geralmente categorizados como itens específicos usados em missões de história, também existindo itens projetados para se encaixarem na estética de cada nível.
A história de Hitman 2 foi pensada para ter um papel mais proeminente e uma maior estrutura narrativa. Hitman foi descrito como um suspense criminal de "dinheiro novo de colarinho branco", mas Hitman 2 se foca em personagens excêntricos e "dinheiro antigo", que foram inspirados em sociedades secretas. Boa parte da narrativa ocorre dentro de um nível e durante a jogabilidade, com cinemáticas servindo principalmente para amarrar as linhas de história. O abandono do modelo de lançamento episódico permitiu que a IO apresentasse uma história mais coesa, pois os jogadores frequentemente esqueciam dos elementos narrativos enquanto jogavam Hitman devido ao cronograma de lançamento espaçado. O Agente 47, assim como no jogo anterior, é um personagem folha em branco e a história é movida principalmente por seu contato Diana Burnwood e por Lucas Grey, ambos personagens que possuem suas próprias emoções, motivações e objetivos. Suas presenças permitem que 47 gradualmente se desenvolva como personagem e também fomente mudanças. A história principal foi escrita para motivar os jogadores a eliminarem os alvos. As missões de história de Hitman 2 foram pensadas para encorajar os jogadores a tentarem novos elementos de jogabilidade, ferramentas e disfarces, ao mesmo tempo que proporcionavam novos conteúdos narrativos.
O jogo faz uso de humor negro, com sua capa possuindo tons de rosa para indicar um tom mais brincalhão. Segundo o produtor executivo Markus Friedl, "este pouquinho de humor irônico faz muito parte do DNA de Hitman". O ator David Bateson, o dublador de 47, inicialmente achou que alguns dos diálogos eram absurdos, porém passou a apreciá-los depois de compreender como as missões de história funcionavam. Bateson afirmou que apesar de 47 ser um especialista em se disfarçar, ele é um péssimo ator. Ele foi instruído a não mudar seu sotaque quando o personagem está disfarçado de outras personalidades e dizer suas falas de um "modo deliciosamente inexpressivo".

## Lançamento
Hitman 2 foi oficialmente anunciado pela IO Interactive em 7 de junho de 2018. O jogo não seguiu o modelo de lançamento episódico de seu predecessor porque os desenvolvedores receberam opiniões negativas dos jogadores a esse respeito. Os jogadores que compraram o título na pré-venda ganharam acesso imediato ao modo Assassino Sniper. A IO anunciou em julho de 2018 uma competição para os jogadores do modo, em que os três primeiros colocados ganhariam a oportunidade de ter seus nomes e aparências incorporadas nos conteúdos pós-lançamento de Hitman 2. O jogo foi publicado pela Warner Bros. Interactive Entertainment e lançado mundialmente em 13 de novembro de 2018 para Microsoft Windows, PlayStation 4 e Xbox One, porém aqueles que compraram a Edição de Ouro na pré-venda ganharam acesso ao título quatro dias antes. Hitman 2 foi lançado para Google Stadia em 1º de setembro de 2020. O primeiro nível foi disponibilizado gratuitamente em 26 de fevereiro de 2019.
A IO continuou a dar apoio a Hitman 2 por meio de conteúdos para download, adicionando regularmente contratos de agravamento e alvos elusivos. O ator Sean Bean interpretou o primeiro alvo elusivo do jogo: Mark Faba no mapa de Miami. A missão, intitulada de "O Imortal", foi lançada em 18 de novembro de 2018, uma semana depois da estreia. O jogo enfrentou um bug que foi chamado de "maleta teleguiada", que era acionado quando uma maleta era arremessada contra um alvo; ela voaria e rodaria em direção ao alvo lentamente, mesmo se o alvo se movesse no mapa. O comportamento teleguiado é um elemento não-intencional de todas as armas que podem ser arremessadas em Hitman, porém sua velocidade era incomum. A IO corrigiu o jogo e os desenvolvedores reconheceram o bug, adicionando posteriormente uma maleta especial, chamada de Maleta Executiva MKII, que possuía a velocidade lenta original. O item foi lançado em 8 de agosto de 2019 como parte de um pacote de desafios.
Expansões pagas adicionaram novos mapas, missões, mapas de Assassino Sniper, trajes e armas. O primeiro conteúdo para download estreou em 25 de junho de 2019 e se passava em um banco de Nova Iorque. A segunda expansão foi lançada em 24 de setembro de 2019 e se passava em uma ilha das Maldivas. Dois novos mapas de Assassino Sniper, Porto de Hantu em Singapura e uma prisão na Sibéria, foram lançados em 26 de março e 30 de julho de 2019, respectivamente.

## Recepção

### Crítica
Hitman 2 foi bem recebido pela crítica especializada. No agregador de resenhas Metacritic, suas versões de Windows e PlayStation 4 possuem índices de aprovação de 82/100, enquanto a versão para Xbox One ficou com um índice de 84/100. Os críticos afirmaram que o jogo não desviava muito da fórmula de seu predecessor, porém no geral gostaram do loop de jogabilidade e seus melhoramentos. Por outro lado, alguns jornalistas afirmaram que o modo de lançamento episódico ajudava os jogadores a explorarem cada mapa mais minuciosamente, tendo ficado desapontados com o lançamento completo de Hitman 2.
O projeto de jogo foi muito bem recebido. Phil Savage da PC Gamer elogiou cinco dos seis mapas e os descreveu como "enormes" e "intrincados", também comentando que a qualidade deles eram mais consistente do que aqueles do jogo anterior. Entretanto, ele disse que Hitman 2 não experimentava o bastante com a fórmula e que o jogo simplesmente "copia princípios de projeto familiares". Edmon Tran da GameSpot descreveu os mapas como "esmagadores da melhor maneira possível", destacando Mumbai como um dos melhores. Tanto Jeff Marchiafava da Game Informer quanto Jeff Grubb da VentureBeat falaram bem da diversidade dos mapas, cada um se passando em locais visualmente únicos com seus próprios personagens e rotinas. Caty McCarthy da USgamer elogiou a IO por aperfeiçoar a fórmula estabelecida por seu predecessor e afirmou que todos os níveis chegaram na mesma qualidade que Sapienza, amplamente considerado o melhor mapa de Hitman. Chris Carter da Destructoid concordou, escrevendo que "Hitman 2 é uma coleção colossal de quebra-cabeças implorando para serem solucionados". O conteúdo de Hitman trazido para Hitman 2 também foi elogiado por McCarthy e Sam Loveridge da GamesRadar por introduzir ajustes de jogabilidade para os níveis antigos.
A jogabilidade teve uma recepção no geral positiva. Tran gostou do loop de jogabilidade de lentamente descobrir um local e suas histórias. Ele também disse que a jogabilidade era construída sobre tentativa e erro, mas falou que o jogo ficava mais divertido quando os planos dos jogadores falhavam, forçando-os a improvisar. Ryan McCaffery da IGN elogiou os desenvolvedores por permitirem que os jogadores abordassem seus objetivos livremente e gostou das missões de história por apresentarem momentos memoráveis e únicos, transformando assassinatos bem sucedidos em uma experiência de satisfatória. McCarthy escreveu bem sobre os diálogos das missões de história, descrevendo-os como "afiados e engraçados", adicionando que o roteiro "acrescenta para o divertimento bobo do universo Hitman". Por outro lado, Marchiafava e Savage acharam que o jogo guiava os jogadores em excesso, fazendo com que a exploração e descoberta de assassinatos criativos algo menos orgânico. Savage especificamente considerou que problemas recorrentes da franquia não tinham sido resolvidos. Loveridge, McCaffrey e Edwin Evans-Thirlwell da Eurogamer comentaram que os jogadores só seriam capazes de compreender as complexidades dos sistemas de jogo e a disponibilidade de opções ao jogarem o jogo várias vezes. Os pequenos ajustes de jogabilidade também foram bem recebidos.
O modo Fantasma teve uma recepção divida. Marchiafava, McCaffery e Brian Shoemaker da Giant Bomb acharam que seu projeto não complementava direito com a jogabilidade lenta e metódica da campanha um jogador. Entretanto, Loveridge e Evans-disseram que ele era divertido e proporcionava uma experiência satisfatória. Marchiafava e Loveridge também expressaram certa decepção por o modo Assassino Sniper ter apenas um único mapa disponível no momento da estreia do jogo.
A história também teve uma recepção dividida. McCaffery ficou bem decepcionado com a narrativa geral, descrevendo-a como "absurdamente estúpida" e mal apresentada, também afirmando que as tentativas de Hitman 2 de explorar o passado de 47 eram tão ruins quanto o filme de 2007. Shoemaker, por outro lado, achou o enredo surpreendentemente interessante, dizendo que era um "jogo de gato e rato internacional tenso" e gostando que os riscos foram elevados e que os mistérios do jogo anterior foram resolvidos. Mesmo assim, ele reconheceu que o título não tinha a mesma qualidade de produção que seu predecessor, algo evidenciado pela falta de cinemáticas em computação gráfica. As cinemáticas de Hitman 2 foram todas realizadas com imagens estáticas e dublagem. Marchiafava achou que as cinemáticas estáticas e semelhantes a histórias em quadrinho eram "baratas e decepcionantes", especialmente porque o primeiro jogo tinha cinemáticas pré-renderizadas com gráficos de alta qualidade.

### Vendas
Hitman 2 estreou em décimo lugar nas tabelas de mais vendidos do Reino Unido. No Japão, a versão de PlayStation 4 vendeu 10 162 cópias em sua primeira semana, ficando como o quinto jogo mais vendido no varejo do país em sua semana de estreia. O jogo foi lançado durante uma semana competitiva que também teve as estreias de Pokémon: Let's Go, Spyro Reignited Trilogy e Fallout 76. Hakan Abrak, o diretor executivo da IO, afirmou que lançar o jogo tão próximo de outros títulos grandes como Red Dead Redemption 2 afetou negativamente suas vendas. Mesmo assim, Hitman 2 foi capaz de recuperar seus custos de produção mais rapidamente do que Hitman.

## Sequência
Uma sequência de Hitman 2 chamada Hitman 3, o último título da trilogia World of Assassination, foi lançado em janeiro de 2021. Ele foi desenvolvido e publicado pela própria IO. A empresa desativou os servidores de Hitman 2 em 31 de agosto de 2021 porque Hitman 3 não possui nenhum modo competitivo online. O modo Assassino Sniper ainda pode ser jogado apenas com um jogador, porém o modo Fantasma e o modo multijogador de Assassino Sniper ficaram inacessíveis depois da desativação dos servidores.

## Ligacoes externas
- Pagina oficial da série Hitman (em inglês)